# Université française d'Égypte
Pour les articles homonymes, voir UFE.
 (juin 2018).
Si vous disposez d'ouvrages ou d'articles de référence ou si vous connaissez des sites web de qualité traitant du thème abordé ici, merci de compléter l'article en donnant les références utiles à sa vérifiabilité et en les liant à la section « Notes et références ».
L’université française d’Égypte (UFE) est un établissement d’enseignement supérieur, fondé en 2002, placé sous la double tutelle des ministères de l’enseignement supérieur égyptien et français. Son enseignement pluridisciplinaire couvre les sciences de l’ingénieur, l’informatique et l’intelligence artificielle, le management, les sciences sociales, les relations internationales, l’architecture et les langues appliquées. 
L’enseignement bilingue, en français et en anglais, dispensé dans un environnement arabophone, favorise les échanges culturels. L’UFE est la référence de l’enseignement supérieur français en Égypte et le lieu privilégié de la coopération scientifique franco-égyptienne ouverts à toute l’Afrique et au Moyen-Orient.
Elle a été refondée par les gouvernements égyptien et français en 2019. L’université française d'Égypte s’appuie sur un large consortium d’universités qui délivrent les diplômes français reconnus en Europe et accrédités en Égypte. Ses partenaires, répertoriés dans tous les classements internationaux, sont l’université Panthéon-Sorbonne, l’université Sorbonne-Nouvelle, l’université de Nantes, l’université de Haute-Alsace et l’INSA de Strasbourg.

## Événements historiques

### Inauguration de l’université
L'université a été inaugurée en 2006 par le président Jacques Chirac et le président Hosni Moubarak.

### La refondation
Cet établissement est devenu par la suite Ahleya, c’est-à-dire un établissement sur fonds publics, à but non lucratif. Le 28 janvier 2019, l’UFE a fait l’objet d’un accord intergouvernemental de refondation, ratifié par les deux pays fin 2019, qui vise à élargir ses missions à la recherche et à en faire une université de premier rang au classement international.

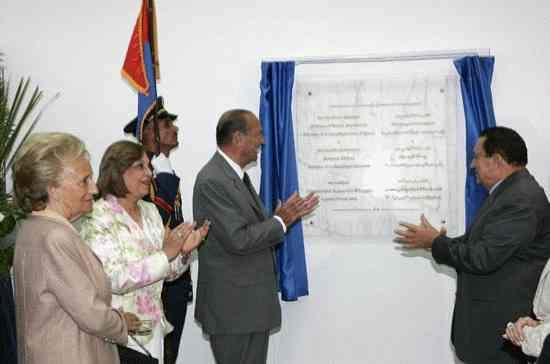
Le président français Jacques Chirac et le président égyptien Hosni Moubarak lors de l’inauguration de l’UFE.

Le projet de refondation de l’UFE s’inscrit dans un contexte porteur à la fois sur le plan politique et scientifique. La relation franco-égyptienne s’est fortement resserrée au cours des dernières années et l’on constate parallèlement une montée en puissance du marché international de la recherche et de l’enseignement supérieur. Les autorités françaises et égyptiennes ont donc manifesté leur volonté de donner à l’UFE une nouvelle impulsion, grâce à des curricula répondant aux critères internationaux sur le plan des formations, de la recherche et de l’innovation. Une étude conduite par l’Hcéres sera diligentée afin de valider ces objectifs.
Actuellement, plus de six-cents étudiants sont inscrits dans des programmes de Licence, Master et Doctorat au sein de trois départements : gestion, ingénierie et langues appliquées. Le projet validé par l’accord de refondation prévoit de porter ces effectifs à 3 000 en 2029, avec à terme un objectif de 7 000 étudiants. Un nouveau campus, disposant des installations et équipements nécessaires, sera construit à cette fin, en partenariat avec des entreprises implantées localement. Pendant la première phase (jusqu’en 2030), l’UFE déploiera ses activités dans les domaines suivants : i) architecture et urbanisme ; ii) énergie ; iii) mécanique ; iv) technologie de l’information et des télécommunications ; v) langues appliquées ; vi) gestion et management ; vii) mathématiques et informatique appliquées aux sciences de gestion ; viii) sciences humaines et sociales.
L’UFE est un projet phare de la coopération franco-égyptienne dans le domaine universitaire. Plusieurs universités françaises de premier plan sont déjà engagées dans un partenariat avec cet établissement : Nantes et son Institut d’Administration des Entreprises (IAE), l’université Panthéon-Sorbonne, l’université Sorbonne-Nouvelle, l’université de Nantes, l’université de Haute-Alsace, l’INSA de Strasbourg.

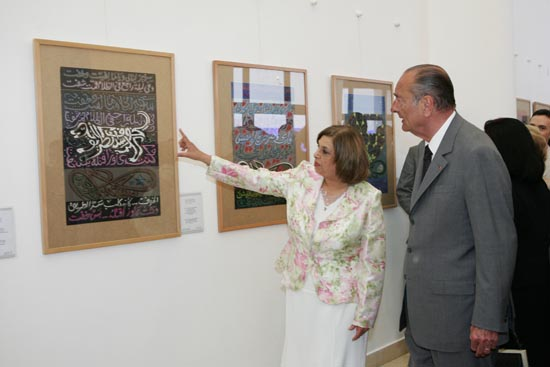
Le président Jacques Chirac à l’université française d’Égypte.

## Campus
Le campus à taille familiale est situé à vingt minutes de la Nouvelle capitale et trente minutes de l'aéroport international du Caire. Il réunit en un seul lieu l'ensemble des formations et promeut une vie étudiante et culturelle enrichissante. Le projet de construction d'un nouveau campus sur un terrain voisin, prévu par l'accord intergouvernemental, prend forme avec la signature d'un contrat de construction avec Wadi El Nile Contracting and Real Estates investments le 3 juin 2021.

## Caractéristiques

### Trois langues d’enseignement
Le français (langue de la culture et de la connaissance, qui crée des ponts avec les pays francophones), l'anglais (la langue de la mondialisation) et l'arabe (afin de pouvoir travailler en Égypte et des pays arabes). L’étudiant apprend comment utiliser ces trois langues professionnellement dans le lieu de travail au cours de ses quatre années d’études.

### Partenariats pédagogiques ou doubles diplômes
Tous les diplômes de l'université française d'Égypte sont, soit des diplômes nationaux français accrédités en Égypte, soit des diplômes égyptiens en partenariat avec des établissements français. Dans les deux cas les étudiants peuvent aller poursuivre leurs études de master en France s'ils le souhaitent. 

### Consortium des universités françaises

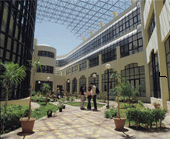
Jardin interne à l’UFE.

L'université française d'Égypte a conclu à sa fondation un accord avec les universités de Paris VI (première université scientifique en France), Paris III Sorbonne, Nantes et Corse, selon lequel tous les programmes d'enseignement seront supervisés et approuvés par ces universités. Ces universités envoient des professeurs enseigner à l’UFE, et assurent une assistance technique aux laboratoires.
À l'inverse de nombreuses universités étrangères en Égypte, l'UFE suit les systèmes et les programmes éducatifs du pays auquel elle est associée ; il est facile de le constater en comparant ses programmes avec des universités françaises, et en notant que de nombreux diplômés de l'UFE ont pu faire carrière en France. Les conventions signées entre l'UFE et les universités françaises partenaires garantissent que l'université est qualifiée selon les critères de l'Union européenne.

## Diplômes
- Management

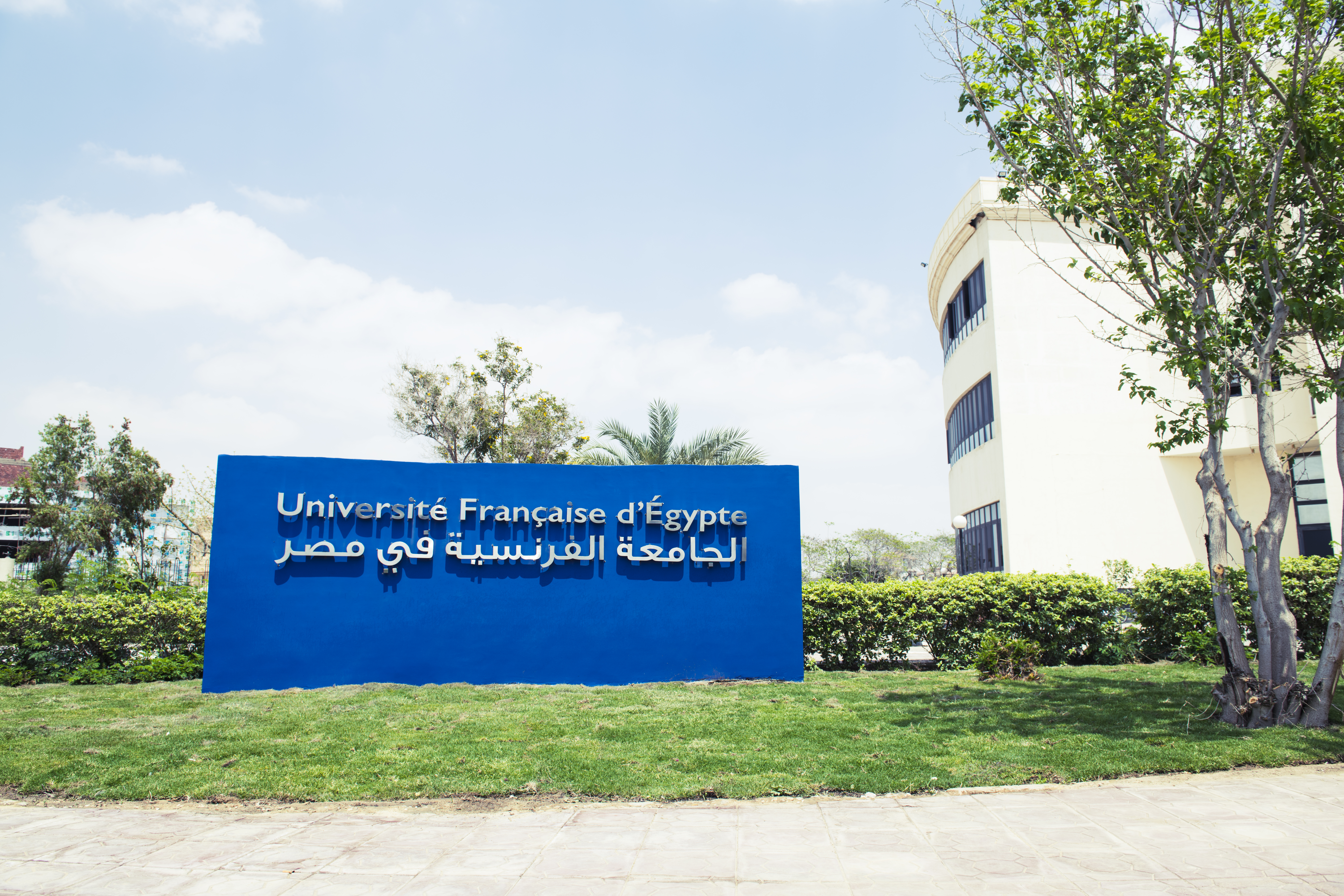
Accès à l'UFE.

  - Licence d’économie et gestion – Université de Nantes
- Langues étrangères appliquées
  - Licence langues appliquées – traduction – Université Sorbonne Nouvelle
  - Licence langues appliquées – commerce international – Université Sorbonne Nouvelle
- Sciences de l'ingénieur
  - Baccalauréat en génie informatique
  - Baccalauréat en génie mécanique en partenariat avec l'université Haute Alsace
  - Baccalauréat en architecture en partenariat avec INSA Strasbourg

### Infrastructures

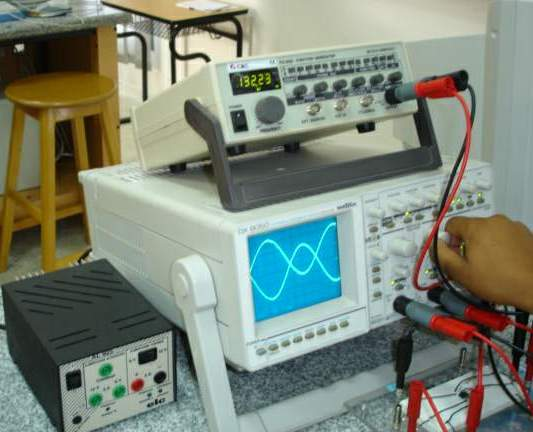

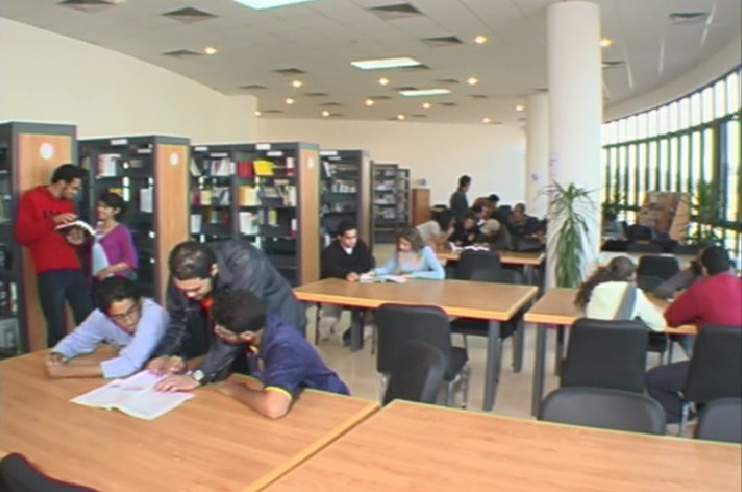

- Laboratoire d'électricité et magnétisme
- Laboratoire électrique et électronique
- Laboratoire des systèmes optiques
- Laboratoire micro-ondes et antennes
- Laboratoire communications et optoélectroniques
- Laboratoire CAO
- Laboratoires informatique
- Laboratoire informatique de l'architecture et conception des circuits intégrés
- Laboratoire matériaux
- Laboratoire mécanique des fluides
- Laboratoire contrôle automatique
- Laboratoire de chimie
- Accès aux laboratoires du ministère de production militaire
- Atelier de technologie de production
- Salle de dessin technique
- Bibliothèque

### Recherche
Au-delà de l'enseignement qui est transmission du savoir, l’université a une autre mission essentielle, la recherche, qui est création de connaissances.
Une institution doit sans cesse aller de l'avant, être en phase avec les progrès scientifiques et technologiques et ne pas s’appuyer uniquement sur ses acquis.
Créé en avril 2004, le « Centre de Recherche, Développement et Coopération internationale » (CIDRE) a pour vocation de permettre à l’UFE de devenir un pôle de développement national et international. Ce centre a pour priorité d’être en contact étroit avec le monde de l'entreprise, avec les institutions locales ou internationales concernées par la recherche et avec les différentes organisations soucieuses du développement.
L'action du CIDRE se déploie sur trois axes :

## Partenaires de l’UFE
- Université Sorbonne-Nouvelle
- Université de Haute-Alsace
- Université de Nantes
- Institut Français d'Égypte
- Ambassade de France en Égypte